# Network Access Server
|  | Per a altres significats, vegeu «NAS». |

Un Network Access Server, (literalment, Servidor d'Accés a la Xarxa) citat habitualment pel seu acrònim en anglès, NAS, és un punt d'entrada que permet els usuaris o clients d'accedir a una xarxa.

## Descripció
Un NAS està destinat a actuar com una porta d'entrada per protegir l'accés a un recurs protegit. Això pot ser qualsevol cosa des d'una xarxa telefònica, impressores, o Internet.
El client es connecta al NAS. El NAS al seu torn es connecta amb un altre recurs, preguntant-li si les credencials subministrades pel client són vàlides. Basat en la resposta, el NAS permet o impedeix l'accés als recursos protegits.
El NAS no conté informació sobre quins clients poden connectar-se o quines credencials són vàlides. Tots els NAS envien les credencials subministrades pel client a un recurs que sabrà com processar aquestes credencials.